# Isochorista
Isochorista es un género de polillas de la familia Tortricidae.

## Especies
- Isochorista acrodesma (Lower, 1902)
- Isochorista chaodes Meyrick, 1910
- Isochorista encotodes Meyrick, 1910
- Isochorista helota Meyrick, 1910
- Isochorista melanocrypta Meyrick, 1910
- Isochorista panaeolana Meyrick, 1881
- Isochorista parmiferana (Meyrick, 1881)
- Isochorista pumicosa Meyrick, 1910
- Isochorista ranulana Meyrick, 1881
- Isochorista sulcata Diakonoff, 1952